# Christian Broadcasting Network
A Christian Broadcasting Network (CBN) é uma rede de televisão e produção cristã evangélica americana. Fundada pelo televangelista Pat Robertson, sua sede e principais estúdios estão sediados em Virginia Beach, Virgínia, Estados Unidos. 

## História
A Christian Broadcasting Network tem suas origens na compra da licença de uma estação de televisão, WTOV-TV, em 1959 pelo Pastor batista Pat Robertson, dono de uma empresa de eletrônica em New York e graduou-se no New York Theological Seminary. Em 1960, o canal CBN foi fundado oficialmente e a primeira transmissão ocorreu em 1961.Em abril de 1977, foi a primeira rede a ser licenciada para operar um satélite.

## Programas
CBN transmite principalmente talk shows, videoclipes, reportagens, documentários, filmes e séries. Seu programa principal The 700 Club é um dos mais antigos da cena da televisão americana e foi transmitido em 39 idiomas em 138 países em 2016.